# Halyna Sévrouk
Halyna Sylvestrivna Sévrouk (en ukrainien : Галина Сильвестрівна Севрук ; en russe : Галина Сильвестровна Севрук, Galina Silvestrovna Sévrouk), née le 18 mai 1929 à Samarcande en RSS d'Ouzbékistan, morte le 13 février 2022 à Kiev en Ukraine, est une artiste soviétique puis ukrainienne. Elle est notamment céramiste, artiste peintre, sculptrice et graphiste, membre des soixantards.

## Biographie
Halyna Sévrouk naît le 18 mai 1929 à Samarcande en RSS d'Ouzbékistan. Elle est la fille de Sylvestr Sévrouk, descendant d'une famille d'immigrants polonais, et d'Iryna Hryhorovytch-Barska, une descendante de la famille Barsky et parente de l'architecte Ivan Grigorovitch-Barski. La famille déménage à Kharkiv en 1930 puis s'installe à Kiev en 1944.
Elle effectue des études supérieures artistiques et obtient en 1959 le diplôme de l'Institut d'art de Kiev.
Halyna Sévrouk travaille d'abord comme décoratrice et céramiste, produisant notamment des mosaïques comme Le Songe de la forêt en 1963, et de grands panneaux de céramique, comme à l'hôtel Tchorné Moré d'Odessa, au sanatorium de Khmilnyk, à l'hôtel Hradetskyï de Tchernihiv, à l'école 204 à Kiev, et à l'hôtel Kyiv également à Kiev.
Elle œuvre en 1964 avec Lioudmila Semykina et Alla Horska à la réalisation d'un grand vitrail conçu par Opanas Zalyvakha (uk), destiné à l'université de Kiev ; mais cette œuvre est détruite par les autorités. Halyna Sévrouk s'élève ensuite contre la persécution politique de ses amis ; elle est renvoyée en 1968 de l'Union des artistes d'Ukraine.
Comme sculptrice, elle exécute de 1970 à 1975 diverses sculptures en relief de divinités païennes slaves, pour le cinéma et la réserve de la grotte de Kyivan à Kiev. Elle est également reconnue pour ses reliefs en céramique représentant des personnages ukrainiens, de la mythologie, de l'histoire et du folklore.
Ses peintures sont surtout des tempera ; elle dessine à l'encre. Ses œuvres font l'objet de deux expositions personnelles, une à Kiev en 1984, et une autre à Toronto en 1991, année où elle reçoit le prix Vassyl-Stous. Bohdan Mysiuha publie une monographie sur elle avec des illustrations de ses œuvres, parue à Kiev en 2011.
Elle meurt le 13 février 2022 à Kiev en Ukraine.

## Expositions personnelles
- Kiev, 1984[3].
- Toronto, 1991[3].